# Gastracanthus conicus
Gastracanthus conicus är en stekelart som först beskrevs av Girault 1917.  Gastracanthus conicus ingår i släktet Gastracanthus och familjen puppglanssteklar. Inga underarter finns listade i Catalogue of Life.